# Swissvale
Swissvale es un borough ubicado en el condado de Allegheny en el estado estadounidense de Pensilvania. En el año 2000 tenía una población de 9653 habitantes y una densidad poblacional de 2,867 personas por km².

## Geografía
Swissvale se encuentra ubicado en las coordenadas 40°25′20″N 79°53′10″O / 40.42222, -79.88611.

## Demografía
Según la Oficina del Censo en 2000 los ingresos medios por hogar en la localidad eran de $31,523 y los ingresos medios por familia eran $35,929. Los hombres tenían unos ingresos medios de $29,333 frente a los $25,184 para las mujeres. La renta per cápita para la localidad era de $19,216. Alrededor del 15.3% de la población estaba por debajo del umbral de pobreza.